# 三宅喜二郎
三宅 喜二郎（みやけ きじろう、1908年1月27日 - 2001年8月27日）は、日本の外交官。駐チェコスロヴァキア特命全権大使や、外務省研修所長、駐スウェーデン特命全権大使などを務めた。

## 人物・経歴
京都市出身。1930年高等試験行政科合格。1931年に東京商科大学（現一橋大学）本科卒業後、研究科で経済学及び法学を研究した。1934年高等試験外交科合格。同年外務省入省、在英国外務書記生。1935年在英国外交官補。1937年在シドニー領事館補。1939年外務省欧亜局第三課外務事務官。1940年外務省南洋局第一課外務事務官。
1946年外務省調査局第一課長。1949年外務大臣官房文書課長、国立国会図書館支部外務省図書館長、司法試験考査委員。在インド日本国大使館参事官、ユネスコ総会日本政府代表代理、外務省アジア局外務参事官を経て、1959年外務大臣官房審議官、日韓全面会談日本政府代表。
1960年駐パナマ兼コスタ・リカ特命全権公使。1961年駐チェッコスロヴァキア特命全権大使。1965年外務省研修所所長。1968年駐スウェーデン兼アイスランド特命全権大使。退官後、日本文化大学教授や、慶應義塾大学講師を務めた。2001年千代田区の病院で死去。自宅は白金台。

## 著書
- 『貨幣論上に於ける限界効用説の再吟味』東京商科大学学術部 1931年
- 『ジアン・ボオダンの物価論』宝文館 1932年
- 『我國に於ける賃銀及び物價の統計的研究』森山書店 1932年
- 『満州事変の研究 : その背景、原因、経過と真相』外務省研修所 1967年
- 『支那事変の研究』外務省研修所 1968年